# 1131-es mellékút (Magyarország)
A 1131-es számú mellékút vagy a köznyelvben Bánomi áttörés első szakasza egy viszonylag rövid mellékút Esztergom belterületén. Fő funkciója, hogy feltárja a város központjától, és az azon keresztülhaladó 11-es főúttól is távolabb eső városrészeket.

## Nyomvonala
A 11-es út 64-es kilométerénél ágazik ki, dél felé. Első szakaszán a helyi neve Vaskapui út, majd a Bánomi út nevet veszi fel, később Bánfi Lukács út néven halad, az utolsó szakasza pedig a Vörösmarty utca nevet viseli. A Rákóczi térnél tér vissza a 11-esbe, annak 66. kilométere előtt, teljes hossza hozzávetőleg 2 kilométer.